# Asucon
Festiwal Kultury Japońskiej Asucon – konwent mangi i anime organizowany od 1999 roku przez Sekcję 9 Śląskiego Klubu Fantastyki w miastach znajdujących się na obszarze Górnośląsko-Zagłębiowskiej Metropolii. Nazwa wydarzenia nawiązuje do Asuki Langley Sōryū, bohaterki animacji Neon Genesis Evangelion. Pomysłodawcą wydarzenia był Michał „Coach” Tenerowicz.
Fundamentalnym celem imprezy jest krzewienie wiedzy o kulturze oraz sztuce Kraju Kwitnącej Wiśni, zacieśnianie przyjaźni między narodami oraz zachęcanie młodych ludzi do aktywnego uczestnictwa w kulturze. Festiwal Kultury Japońskiej Asucon jest jednym z najstarszych tego typu wydarzeń w Polsce, które skutecznie rozwijają sympatię młodych ludzi wobec kultury oraz sztuki japońskiej.

## Edycje wydarzenia
| Nazwa           | Czas                    | Miasto   | Lokalizacja                                                            | Uczestnicy              | Goście |
| --------------- | ----------------------- | -------- | ---------------------------------------------------------------------- | ----------------------- | --- |
| Asucon 0        | 27 lutego 1999          | Katowice | VIII Liceum Ogólnokształcące im. Marii Skłodowskiej-Curie w Katowicach | brak danych             | brak danych |
| Asucon          | 17 kwietnia 1999        | Katowice | Zakładowy Dom Kultury KWK „Murcki”                                     | ok. 90                  | Paweł Musiałowski, Robert „Mr. Root” Korzeniewski, Kamil Śmigielski |
| Asucon 2        | 25 września 1999        | Katowice | Zakładowy Dom Kultury KWK „Murcki”                                     | ok. 170                 | Paweł Musiałowski, Robert „Mr. Root” Korzeniowski, Shin Yasuda, Kamil Śmigielski, Waneko |
| Asucon III      | 26–27 lutego 2000       | Katowice | Miejski Dom Kultury „Szopienice”                                       | brak danych             | brak danych |
| Asucon 4        | 23–24 września 2000     | Katowice | Miejski Dom Kultury „Szopienice”                                       | ok. 400                 | brak danych |
| Asucon V        | 3–4 marca 2001          | Katowice | Miejski Dom Kultury „Szopienice”                                       | ok. 500                 | brak danych |
| Asucon 6        | 27–28 października 2001 | Katowice | Miejski Dom Kultury „Szopienice”                                       | brak danych             | brak danych |
| Asucon 7        | 21–22 września 2002     | Katowice | Miejski Dom Kultury „Szopienice”                                       | ok. 550                 | brak danych |
| Asucon 8        | 27–28 września 2003     | Katowice | Miejski Dom Kultury „Szopienice”                                       | ok. 400                 | brak danych |
| Asucon 9        | 25–26 września 2004     | Katowice | Miejski Dom Kultury „Szopienice”                                       | mniej niż na Asuconie 8 | Robert Adler |
| Asucon X        | 1–2 października 2005   | Katowice | Miejski Dom Kultury „Szopienice”                                       | 300-600                 | brak danych |
| Asucon XI       | 13–14 stycznia 2007     | Katowice | Miejski Dom Kultury „Szopienice”                                       | 200-250                 | brak danych |
| Asucon XII      | 20–21 października 2007 | Katowice | Miejski Dom Kultury „Szopienice”                                       | ok. 400                 | Rice, Gram Maria |
| Asucon XIII     | 22–23 września 2012     | Chorzów  | Akademicki Zespół Szkół Ogólnokształcących w Chorzowie                 | ok. 250                 | brak danych |
| Asucon XIV      | 14–15 września 2013     | Katowice | Śląskie Techniczne Zakłady Naukowe                                     | ok. 600                 | Staszek „Szybki Jest” Mąderek, Little Lady Punk, Vanitachi, Takeshi Yokota, Danuta „Kaamos” Miklaszewska, Anita „Anix” Stasińska, Katarzyna „Eo Nagisa” Lisowska, Anna Kańtoch, Paweł Ciećwierz |
| Asucon XV       | 13–14 września 2014     | Katowice | Śląskie Techniczne Zakłady Naukowe                                     | ok. 750                 | Kobieta-Ślimak, Paweł Dybała, Little Lady Punk, Vanitachi |
| Asucon 2017     | 9–10 września 2017      | Chorzów  | III Liceum Ogólnokształcące im. Stefana Batorego w Chorzowie           | ok. 600                 | Grupa Taneczna Sakuramai Poland, polska amatorska grupa dubbingowa NanoKarrin, Kapitan LLP i Vanitachi, Adam Antolski, Paweł Dybała                                                             |
| Asucon 2018     | 22–23 września 2018     | Chorzów  | III Liceum Ogólnokształcące im. Stefana Batorego w Chorzowie           | ok. 450                 | Górnośląski Związek Mahjong, Konrad Palka, Kapitan LLP i Vanitachi, NanoKarrin, Nicola „LenaleeNya” Jaksik, Tibum Wydawnictwo Kamishibai                                                        |
| Asucon XX-lecie | 24–25 sierpnia 2019     | Chorzów  | III Liceum Ogólnokształcące im. Stefana Batorego w Chorzowie           | ok. 470                 | DisneyLady, Inferis Teatr Ognia, Kapitan LLP, Karolina Tul, Konrad Palka, NanoKarrin, Paweł Dybała, Rayko, Talon, Vanitachi                                                                     |

## Konwencje
- Asucon – brak
- Asucon 2 – brak
- Asucon III – brak
- Asucon 4 – fantasy
- Asucon V – wampiry
- Asucon 6 – brak
- Asucon 7 – space opera
- Asucon 8 – czarodziejki
- Asucon 9 – konwencja szkolna
- Asucon X – samurajowie i ninja
- Asucon XI – horror
- Asucon XII – brak
- Asucon XIII – space opera
- Asucon XIV – mitologia japońska
- Asucon XV – niedaleka przyszłość
- Asucon 2017 – fantastyka postapokaliptyczna
- Asucon 2018 – szkoła magii
- Asucon XX-lecie – podróże w czasie

## Askar
W czasie konwentu przyznawana były nagroda Askar, wyróżnienie dla osób lub firm, które poprzez swoją działalność wywarły istotny wpływ na rynek mangi i anime w Polsce. Po raz pierwszy Askara przyznano w 2001 roku.

### Laureaci Askara
- 2001 rok – Paweł Musiałowski
- 2002 rok – wydawnictwo Waneko
- 2003 rok – wydawnictwo Egmont
- 2004 rok – portal internetowy anime.com.pl
- 2005 rok – wydawnictwo Kasen Comics
- 2019 rok – grupa ConTrust